# 清水駅 (岐阜県)
清水駅（きよみずえき）は、岐阜県揖斐郡揖斐川町にあった名古屋鉄道（名鉄）揖斐線の駅である。

## 歴史
揖斐線の前身である美濃電気軌道の駅として1928年（昭和3年）に開業した。揖斐線は2001年（平成13年）に当駅を含む黒野駅 - 本揖斐駅間が廃止され、当駅も廃駅となっている
- 1928年（昭和3年）12月20日 - 美濃電気軌道北方線の黒野駅 - 本揖斐駅間の開業により開設[3][4][5]。
- 1930年（昭和5年）8月20日 - 美濃電気軌道が名古屋鉄道（初代。同年中に名岐鉄道に改称し、1935年より名古屋鉄道に再改称）に合併。同社の揖斐線となる[4]。
- 1948年（昭和23年）11月1日以前 - 無人化[6]。
- 2001年（平成13年）10月1日 - 黒野駅 - 本揖斐駅間廃止に伴い廃駅[5][7]。

## 駅構造
廃止時は単式ホーム1面1線のみを持ち、列車交換はできなかった。かつては列車交換のできる相対式ホームを持っていて、その用地は棒線駅となった後も残されていた。
しかし、2017年5月時点で駅の跡地は更地となり、私有の駐車場として使用されている。

### 配線図
| ← 本揖斐駅 | 清水駅 構内配線略図 | → 忠節方面 |
| 凡例 出典: |                     |            |

## 利用状況
- 『名古屋鉄道百年史』によると1992年度当時の1日平均乗降人員は190人であり、この値は岐阜市内線均一運賃区間内各駅（岐阜市内線・田神線・美濃町線徹明町駅 - 琴塚駅間）を除く名鉄全駅（342駅）中321位、 揖斐線・谷汲線（24駅）中14位であった[2]。

## 異音同字駅の存在
名古屋鉄道には、瀬戸線に表記が同一の清水駅（しみずえき）がある。当駅発行の乗車券類には、（揖）清水と印字され、当駅から瀬戸線清水駅までの乗車券類には、（揖）清水⇒（瀬）清水と印字されていた。揖斐線黒野駅 - 本揖斐駅間の廃止後は、瀬戸線清水駅発行の乗車券類には清水とのみ印字されている。

## 隣の駅
名古屋鉄道
揖斐線
中之元駅 - 清水駅 - 本揖斐駅
- 1944年（昭和19年）に休止した清水駅 - 本揖斐駅間に八丈岩駅があった。正式には1969年（昭和44年）4月5日に廃止となっている。

## 代替交通手段
- 揖斐川町コミュニティバス：清水バス停[10]